# Zbigniew Ćwiąkalski
Zbigniew Czesław Ćwiąkalski (ur. 9 marca 1950 w Łańcucie) – polski prawnik, adwokat, profesor nauk społecznych, nauczyciel akademicki związany z Uniwersytetem Jagiellońskim, w latach 2007–2009 minister sprawiedliwości i prokurator generalny.

## Życiorys

### Wykształcenie i działalność naukowa
Pochodzi z rodziny prawniczej, jego ojciec Czesław był sędzią i radcą prawnym. Urodził się w Łańcucie, gdzie po II wojnie światowej zamieszkał jego pochodzący z Buczacza ojciec. W 1968 został absolwentem I Liceum Ogólnokształcącego im. Henryka Sienkiewicza w Łańcucie. W 1972 ukończył studia na Wydziale Prawa i Administracji Uniwersytetu Jagiellońskiego. Następnie odbył trzyletnią aplikację sądową, zakończoną w 1975 zdanym egzaminem sędziowskim. W 1979 obronił na Wydziale Prawa i Administracji UJ dysertację doktorską, nagrodzoną w 1980 drugim miejscem w konkursie redakcji „Państwa i Prawa”. W 1991 uzyskał stopień naukowy doktora habilitowanego nauk prawnych w zakresie prawa. Specjalizuje się w zagadnieniach dotyczących prawa karnego. 21 lipca 2020 otrzymał tytuł profesora nauk społecznych.
Odbywał półtoraroczne stypendium Humboldta (1986–1988) w Max-Planck-Institut für ausländisches und internationales Strafrecht we Freiburgu pod kierownictwem profesora Albina Esera. Przebywał również w tym instytucie na stypendiach w latach 1991–1992 oraz 2005, odbywał staż także na Uniwersytecie w Kolonii pod kierunkiem profesora Hansa Joachima Hirscha.
Został pracownikiem naukowym Katedry Prawa Karnego Uniwersytetu Jagiellońskiego oraz Wyższej Szkoły Prawa i Administracji w Przemyślu. Wykładał również na Uniwersytecie Rzeszowskim (jako pracownik Zakładu Prawa Karnego i Postępowania Karnego). Obejmował na tych uczelniach stanowiska profesorskie. Pod jego kierunkiem stopień naukowy doktora uzyskała w 2003 Maria Szczepaniec.
Członek Towarzystwa Naukowego Prawa Karnego. W latach 1978–1982 pełnił funkcję prezesa Towarzystwa Asystentów UJ. Od 1982 do 1985 był przedstawicielem pomocniczych pracowników naukowych w pierwszej Radzie Głównej Nauki i Szkolnictwa Wyższego. Należy także do Krakowskiego Towarzystwa Przemysłowego. Był współzałożycielem Pierwszego Polsko-Amerykańskiego Banku w Krakowie. Został też członkiem Komitetu Nauk Prawnych Polskiej Akademii Nauk.

### Praktyka adwokacka
Od 1995 wykonywał czynnie zawód adwokata. Był obrońcą m.in. w dwóch procesach byłego prezesa PKN Orlen Andrzeja Modrzejewskiego (prawomocnie uniewinnionego) oraz pilota Henryka Serdy, oskarżonego w procesie dotyczącym akcji ratunkowej w stosunku do uczniów liceum z Tychów pod Rysami (również prawomocnie uniewinnionego). Reprezentował także Donalda Tuska i Hannę Gronkiewicz-Waltz w procesie o zniesławienie wytoczonym im z oskarżenia prywatnego przez byłych działaczy PO związanych z Pawłem Piskorskim. Napisał również opinię prawną wskazującą, że nie można postawić Ryszardowi Krauze zarzutów karnych. Był ponadto obrońcą m.in. byłego senatora Henryka Stokłosy. Przygotował opartą na napisanym przez siebie artykule ekspertyzę dotyczącą wykładni jednego z przepisów kodeksu karnego na zlecenie kancelarii prawnej, reprezentującej m.in. Krzysztofa Popendę i Marka Dochnala.
Był również jednym z pełnomocników oskarżyciela posiłkowego PKP Polskie Linie Kolejowe w procesie przeciwko dyżurnym ruchu w związku z katastrofą kolejową pod Szczekocinami. Został obrońcą Tomasza Komendy, który w 2018 został uniewinniony w postępowaniu wznowieniowym przez Sąd Najwyższy, a uprzednio spędził 18 lat w izolacji więziennej za niepopełnione przestępstwo. W 2021 Sąd Okręgowy w Opolu przyznał reprezentowanemu przez niego Tomaszowi Komendzie 12 milionów złotych zadośćuczynienia i ponad 800 tysięcy złotych odszkodowania. W 2021 za jego zaangażowanie w reprezentowanie Tomasza Komendy Towarzystwo Jana Karskiego przyznało mu Medal 75-lecia Misji Jana Karskiego.
Został współzałożycielem kancelarii adwokatów i radców prawnych SPCG, działającej w formie spółki komandytowej z siedzibą w Krakowie (wraz z Tomaszem Gizbertem-Studnickim, Krzysztofem Płeszką i Jakubem Górskim). 15 listopada 2007 w związku z objęciem funkcji publicznej zawiesił czasowo wykonywanie praktyki adwokackiej.

### Działalność społeczna i polityczna
W latach 1972–1981 należał do PZPR, był przez dwuletnią kadencję przewodniczącym jednej z trzech wydziałowych podstawowych organizacji partyjnych. W 1981 wstąpił do „Solidarności”. W latach 1982–1985 jako przedstawiciel tzw. pomocniczych pracowników naukowych był członkiem Prezydium Rady Głównej Nauki i Szkolnictwa Wyższego, skupiającej m.in. usuniętych w stanie wojennym rektorów wyższych uczelni (takich jak Roman Ciesielski, August Chełkowski czy Robert Głębocki).
Według dokumentów IPN został zarejestrowany jako kandydat na tajnego współpracownika Służby Bezpieczeństwa w 1985. Zbigniew Ćwiąkalski odmówił jakiejkolwiek propozycji współpracy, a sam fakt zarejestrowania powiązał z wyjazdem na półtoraroczne stypendium do RFN w 1986.
Po 1989 był nieformalnym doradcą kilku posłów Obywatelskiego Klubu Parlamentarnego. W latach 1991–1996 doradzał ministrom edukacji narodowej, a okresie 1992–1993 premier Hannie Suchockiej (odpowiadał wówczas m.in. za ustawę o świadku koronnym). Pełnił też funkcję eksperta komisji sejmowych. Był również członkiem organizowanej przez Andrzeja Olechowskiego rady programowej Platformy Obywatelskiej.
W okresie rządów PiS wypowiadał się krytycznie wobec działalności ministra sprawiedliwości Zbigniewa Ziobry.
Znalazł się wśród sygnatariuszy Ruchu na rzecz Demokracji, a także wszedł w skład komitetu honorowego Platformy Obywatelskiej w przedterminowych wyborach parlamentarnych w 2007. Od 16 listopada tegoż roku był ministrem sprawiedliwości i prokuratorem generalnym w pierwszym rządzie Donalda Tuska. 20 stycznia 2009 podał się do dymisji, która została przyjęta. Decyzję tę motywował odpowiedzialnością polityczną w związku z samobójstwem Roberta Pazika, skazanego za współudział w porwaniu i zabójstwie Krzysztofa Olewnika. Dzień po złożeniu rezygnacji został odwołany.
W 2015 został członkiem honorowego komitetu poparcia Bronisława Komorowskiego przed wyborami prezydenckimi w Polsce w 2015.

## Życie prywatne
Żonaty z Marią, ma córkę Bogumiłę i syna Piotra. Zamieszkał w Krakowie. W 2004 Zbigniew Ćwiąkalski zagrał egzaminatora głównego bohatera w komedii Juliusza Machulskiego Vinci.

## Publikacje
- Nadzwyczajne złagodzenie kary w praktyce sądowej, 1982.
- Kodeks karny. Komentarz (współautor), 1990.
- Błąd co do bezprawności czynu w polskim prawie karnym, 1991.

## Odznaczenia
- Krzyż Kawalerski Orderu Odrodzenia Polski (za wybitne zasługi w pracy naukowo-badawczej, za osiągnięcia w działalności dydaktycznej i społecznej, 2011)[25]